# Club Balonmano Santander
El Club Balonmano Santander, más conocido por el acrónimo Clubasa, fue un equipo de balonmano radicado en la ciudad de Santander (Cantabria). Fue el segundo club cántabro en alcanzar la máxima categoría del balonmano español.

## Historia

### Fundación y etapa en categoría regional (1978-1981)
El Clubasa se fundó en 1978, con Marcelo Buenaga Lamadrid como presidente de una Junta directiva en la que figuraban entre otros José Antonio Revilla (exportero del Diluvio santanderino y del La Salle corraliego, fundador del Teka y que con posterioridad ejercería de director deportivo del Ciudad Real) o Rafael Pastor, entrenador del Teka desde 1975.
El club recién fundado compitió en sus primeros meses de existencia con tres equipos cadetes, participando en torneos y amistosos en Asturias, Cantabria y País Vasco.
Ya de cara a la temporada 1978-79 el club compitió con un equipo sénior masculino (Clubasa R.V.) en la Segunda Regional cántabra, así como con un equipo juvenil masculino (Clubasa Kiffor) en Primera Regional. El juvenil cuajó una gran temporada, culminada con la victoria en el Torneo de Astillero. Esa misma temporada compitió un equipo femenino del Clubasa en el Campeonato Provincial, finalizando quinto y colista. En categorías inferiores, en conjunción con el colegio Ramón Pelayo, un equipo del Clubasa (Clubasa Ramón Pelayo) se hizo con el Torneo de los Barrios derrotando en la final al Teka Salesianos. Además otro equipo de ambas entidades participó en el Campeonato infantil de fútbol playa, también con el nombre de Clubasa Ramón Pelayo.
En la temporada 1979-80 el Clubasa contó con diferentes equipos masculinos, bien en solitario (Clubasa de Segunda Regional y Clubasa Kiffor de Primera Regional juvenil) o en colaboración con diferentes colegios (Clubasa Ramón Pelayo en Primera Regional juvenil y en cadetes, Clubasa José Mª de Pereda y Clubasa Sagardía en cadetes, y Clubasa Ramón Pelayo A y B en infantiles). Al proclamarse subcampeón de Primera Regional juvenil (el Clubasa Kiffor fue tercero), el Clubasa Ramón Pelayo se clasificó para el Campeonato Nacional en otra buena temporada que cerró con el triunfo en la Copa Presidente y en la Copa Federación Cántabra. En las categorías menores el Clubasa volvió a hacerse por segundo año consecutivo con el Torneo de los Barrios, tras imponerse en esta ocasión al Matutano Dosa santanderino.
En 1980-81 el primer equipo masculino (ahora Clubasa Gardel) siguió militando en Segunda Regional, mientras los juveniles del Clubasa Ramón Pelayo y Clubasa Kiffor continuaron otra temporada en Primera Regional de su categoría, añadiéndose a ellos un tercer juvenil en Segunda Regional (Clubasa). En las demás categorías hubo equipos de cadetes (Clubasa y Clubasa Ramón Pelayo masculinos, y Cazoña Clubasa femenino), alevines masculino y femenino (Clubasa Ramón Pelayo), y benjamín femenino (Clubasa Ramón Pelayo). En cuanto a los resultados finales, el primer equipo logró el campeonato de Segunda Regional y por lo tanto el ascenso a Primera; además logró la Copa Federación venciendo al Castro AA, de superior categoría, en la final disputada en Castro Urdiales, mismo rival al que derrotó unas semanas después en la final del Torneo Primavera. Por su parte, el Clubasa Kiffor se hizo con el campeonato de Primera Regional juvenil (el Clubasa Ramón Pelayo finalizó cuarto). Finalmente, y por tercer año consecutivo, el Torneo de Barrios fue a parar a las vitrinas del Clubasa.

### Debut en categoría nacional (1981-1982)
El Clubasa dio el salto a categoría nacional de cara a la temporada 1981-82. Aunque debería de haberse estrenado ese año en la máxima categoría autonómica, la renuncia al ascenso del Rumasa de Nueva Montaña significó que este intercambiara su plaza en Segunda División por la del Clubasa en Primera Regional. Así pues, el Clubasa competiría en el tercer nivel del balonmano nacional (ese año las categorías nacionales eran tres: División de Honor, sin representación cántabra; Primera, con Teka y Karhu Climaplas; y Segunda, con Thomson Gardel Clubasa, Bansander y Armería La Buena Fe de Los Corrales de Buelna). En esta nueva etapa el equipo, dirigido por Valentín Pastor, jugó sus encuentros como local en el Pabellón José María de Pereda. Los clubasistas se hicieron con el campeonato de su grupo, logrando a continuación el ascenso a Primera tras vencer en la fase de ascenso celebrada en Santander imponiéndose al Cisne de Pontevedra, Villa de Avilés, Caja de Ahorros de Segovia, Leganés y La Salle de Legazpia. Terminó la campaña con el título de campeón de Segunda División tras la fase final disputada en Soria, en la que superó a Granollers B, Maristas de Málaga, Caja de Ronda, OAR Gracia Sabadell, Cisne de Pontevedra, Villa de Avilés y Pérez de Lerma.
Además del primer equipo en categoría nacional, el Thomson Gardel Clubasa sacó un nuevo equipo en Segunda Regional. En juveniles el Clubasa Kiffor y el Clubasa Ramón Pelayo volvieron a competir en Primera Regional, y el Clubasa Cazoña en Segunda Regional. También jugó el campeonato regional el equipo cadete del Clubasa Ramón Pelayo, y por primera vez desde 1978-79, Clubasa volvió a sacar equipo femenino. La temporada se saldó con el Thomson Gardel Clubasa logrando el título de Segunda Regional, el Clubasa Kiffor revalidando el campeonato de Primera Regional juvenil y alzándose con la Copa Presidente, y el Clubasa logrando el regional cadete.

### Primera etapa en segunda categoría nacional (1982-1986)
En la temporada 1982-83 el primer equipo del Clubasa se estrenó en Primera División, antesala de la División de Honor, en la que compartió grupo con el Teka y el Karhu Climaplas. Por su parte, el filial (llamado igualmente Thomson Gardel Clubasa) jugó en Primera Regional, y también este año hubo dos equipos de juveniles en el campeonato autonómico (Clubasa Kiffor y Clubasa Ramón Pelayo). En cadetes también hubo dos equipos clubasistas, así como equipo infantil (Clubasa Magallanes). En cuanto a equipos femeninos, el sénior (Clubasa Gayfor) disputó el campeonato regional, al igual que el juvenil; también hubo equipo benjamín.
Sería durante los 80 cuando el club alcanzó sus mayores logros deportivos. Entre las temporadas 1982-83 y 1992-93 el conjunto santanderino militó una temporada en la máxima categoría (tras eliminar en la promoción de ascenso al EMT Pegaso de Madrid) y diez en la categoría de plata del balonmano español.
Durante toda esta década el club estuvo a la sombra del Teka, el principal club de balonmano de la ciudad, con el que compartió categoría la temporada 1986-87 en la División de Honor (el equivalente de la actual Liga Asobal). Sin embargo, a mediados de los años 90, el declive económico y deportivo del conjunto tekista hizo que se buscase como solución la fusión de tres clubes de Santander: el Teka, el Clubasa y el Salesianos. La nueva entidad se llamó Club Balonmano Cantabria.
A lo largo de su historia el equipo fue conocido con diferentes nombres por cuestiones de patrocinio: Clubasa R. V. (1978-79), Clubasa Gardel (1980-81), Thomson Gardel Clubasa (1981-83), Clubasa Kiffor, Clubasa Karhu, Skol Clubasa, Alerta Clubasa, Alcosant Clubasa (durante su estancia en la División de Honor) y Sport Auto Clubasa.

## Uniforme y escudo
El uniforme habitual del Clubasa consistía en camiseta blanca con mangas y tercio superior azul, y pantalón azul.
El escudo era un rectángulo en vertical con la parte inferior redondeada, partido en dos mitades en diagonal. En la mitad superior izquierda los motivos del escudo de la ciudad (barco de vela, Torre del Oro sevillana y cabezas de los Santos Mártires), mientras que la mitad inferior derecha constaba de dos franjas en vertical, blanca la izquierda y azul la derecha. Sobre el escudo, una cinta con la leyenda "Club Balonmano Santander S.D."

## Palmarés

### Competiciones oficiales
- Campeón de Segunda División (2):[27] 1981-82 y 1989-90.
- Campeón de grupo de Segunda División (1): 1981-82
- Campeón de la Copa Federación Española Cantabria (1): 1980-81[28]
- Campeón de Segunda Regional (1): 1980-81[13]
- Campeón del Trofeo Primavera (1): 1981[28]
- Subcampeón del Trofeo Primavera (1): 1982[29]
- Subcampeón de Primera División (2): 1984-85[30] y 1985-86.[31]

### Trofeos amistosos
- Torneo Porrúa (1): 1979[32]
- Torneo Semana Clubasa (2): 1979[33] y 1983[34]
- Subcampeón del Torneo Semana Clubasa (1): 1980[35]
- Trofeo Aniversario del CD Astillero (1): 1982[36]
- Subcampeón del Trofeo Memorial Alfonso Alonso (1): 1980[37]

### Trofeos individuales
- Brazo de Oro de División de Honor (1): Svemir Sarcevic (1986-87).[38]

### Otros reconocimientos
- Placa al Mérito en Balonmano, de la Federación Española (1982)[39]
- Placa especial al Mérito en Balonmano, de la Federación Cántabra (1982)[40]

## Historial
- 1 temporada en primera categoría (División de Honor): 1986/87.
- 10 temporadas en segunda categoría (Primera/Primera B): 1982/83, 1983/84, 1984/85, 1985/86, 1987/88, 1988/89, 1989/90, 1990/91, 1991/92 y 1992/93.
- 1 temporada en tercera categoría (Segunda División): 1981/82.
- 3 temporadas en Segunda Regional: 1978/79, 1979/80 y 1980/81.
- Mejor clasificación en División de Honor: 12.ª (1986-87).[41]